# Ponte di Longjiang
Il ponte di Longjiang (in cinese 龙江 特 大桥) è un ponte sospeso situato vicino a Baoshan, nello Yunnan, in Cina.

## Descrizione
La campata principale del ponte è lunga 1196 m. Il ponte è anche uno dei più alti al mondo e si trova 280 m sopra il fiume Shweli. La costruzione del ponte è iniziata 2 agosto 2011 per venire completato ad aprile 2016 ed aperto al traffico il 1 maggio 2016.